# Gare de la rue Claude-Decaen
Gare de la rue Claude-Decaen je zrušená železniční stanice v Paříži ve 12. obvodu. Nádraží bylo v součástí tratě Petite Ceinture. Budova se nacházela na adrese 11, rue Claude-Decaen.

## Lokace
Leželo mezi stanicemi La Rapée-Bercy a Bel-Air-Ceinture. Nacházelo se pod úrovní ulice Rue Claude-Decaen mezi Avenue du Général-Michel-Bizot a Boulevard Poniatowski.
Ke stanici přiléhal ze severu most v Rue Claude-Decaen. Lávka v Rue des Meuniers se nachází jižně a umožňuje výhled na bývalé nástupiště a trať.

## Historie
Původně zde byla vybudována jen zastávka kvůli Vincenneskému lesíku. V roce 1907 zde bylo postaveno nádraží. Tak jako celá linka bylo i nádraží uzavřeno pro osobní přepravu 23. července 1934. Nádražní budova byla zbořena a dochovala se jen nástupiště a přístupové schodiště.